# Nagelskären
Nagelskären är öar nära Husskär i Nagu,  Finland.   De ligger i Pargas stad i den ekonomiska regionen  Åboland  och landskapet Egentliga Finland. Ön ligger omkring 2 kilometer nordost om Husskär, omkring 27 kilometer sydost om Nagu kyrka,  53 kilometer söder om Åbo och 160 km väster om Helsingfors. Närmaste allmänna förbindelse är förbindelsebryggan vid Knivskär som trafikeras av M/S Nordep.